# Wimbledon Championships 2018
Die 132. Wimbledon Championships waren das dritte von vier Grand-Slam-Turnieren der Saison, den am höchsten dotierten Tennisturnieren. Es fand vom 2. Juli bis 15. Juli 2018 in London statt. Ausrichter war der All England Lawn Tennis and Croquet Club.
Titelverteidiger im Einzel waren Roger Federer bei den Herren sowie Garbiñe Muguruza bei den Damen. Im Herrendoppel waren Łukasz Kubot und Marcelo Melo, im Damendoppel Jekaterina Makarowa und Jelena Wesnina die Vorjahressieger. Titelverteidiger im Mixed waren Martina Hingis und Jamie Murray.

## Preisgeld
Das Preisgeld betrug in diesem Jahr 34.000.000 Pfund Sterling (etwa 38.432.000 Euro), was einen Anstieg zum Vorjahr von 7,6 % bedeutete.
Für die dazugehörenden Punkte für die Weltrangliste, siehe die jeweiligen Unterkapitel.
| Erreichte Runde | Einzel      | Doppel*   | Mixed*    |
| --------------- | ----------- | --------- | --------- |
| Sieg            | 2.250.000 £ | 450.000 £ | 110.000 £ |
| Finale          | 1.125.000 £ | 225.000 £ | 55.000 £  |
| Halbfinale      | 562.000 £   | 112.000 £ | 27.500 £  |
| Viertelfinale   | 281.000 £   | 56.000 £  | 13.750 £  |
| Achtelfinale    | 163.000 £   | 29.000 £  | 6.500 £   |
| Dritte Runde    | 100.000 £   | 17.750 £  | 3.250 £   |
| Zweite Runde    | 63.000 £    | 11.500 £  | 1.625 £   |
| Erste Runde     | 39.000 £    |           |           |
| Q3              | 19.500 £    |           |           |
| Q2              | 9.750 £     |           |           |
| Q1              | 4.875 £     |           |           |

* pro Team; Q = Qualifikationsrunde

## Absagen
Vor Turnierbeginn hatten folgende Topspieler, die einen gesetzten Startplatz gehabt hätten, ihre Teilnahme abgesagt:
- Andy Murray[2]

## Herreneinzel
Setzliste
| Nr. | Spieler               | Erreichte Runde |
| --- | --------------------- | --------------- |
| 01. | Roger Federer         | Viertelfinale   |
| 02. | Rafael Nadal          | Halbfinale      |
| 03. | Marin Čilić           | 2. Runde        |
| 04. | Alexander Zverev      | 3. Runde        |
| 05. | Juan Martín del Potro | Viertelfinale   |
| 06. | Grigor Dimitrow       | 1. Runde        |
| 07. | Dominic Thiem         | 1. Runde        |
| 08. | Kevin Anderson        | Finale          |
| 09. | John Isner            | Halbfinale      |
| 10. | David Goffin          | 1. Runde        |
| 11. | Sam Querrey           | 3. Runde        |
| 12. | Novak Đoković         | Sieg            |
| 13. | Milos Raonic          | Viertelfinale   |
| 14. | Diego Schwartzman     | 2. Runde        |
| 15. | Nick Kyrgios          | 3. Runde        |
| 16. | Borna Ćorić           | 1. Runde        |

| Nr. | Spieler               | Erreichte Runde |
| --- | --------------------- | --------------- |
| 17. | Lucas Pouille         | 2. Runde        |
| 18. | Jack Sock             | 1. Runde        |
| 19. | Fabio Fognini         | 3. Runde        |
| 20. | Pablo Carreño Busta   | 1. Runde        |
| 21. | Kyle Edmund           | 3. Runde        |
| 22. | Adrian Mannarino      | Achtelfinale    |
| 23. | Richard Gasquet       | 1. Runde        |
| 24. | Kei Nishikori         | Viertelfinale   |
| 25. | Philipp Kohlschreiber | 3. Runde        |
| 26. | Denis Shapovalov      | 2. Runde        |
| 27. | Damir Džumhur         | 2. Runde        |
| 28. | Filip Krajinović      | 1. Runde        |
| 29. | Marco Cecchinato      | 1. Runde        |
| 30. | Fernando Verdasco     | 1. Runde        |
| 31. | Stefanos Tsitsipas    | Achtelfinale    |
| 32. | Leonardo Mayer        | 1. Runde        |

## Dameneinzel
Setzliste
| Nr. | Spielerin          | Erreichte Runde |
| --- | ------------------ | --------------- |
| 01. | Simona Halep       | 3. Runde        |
| 02. | Caroline Wozniacki | 2. Runde        |
| 03. | Garbiñe Muguruza   | 2. Runde        |
| 04. | Sloane Stephens    | 1. Runde        |
| 05. | Elina Switolina    | 1. Runde        |
| 06. | Caroline Garcia    | 1. Runde        |
| 07. | Karolína Plíšková  | Achtelfinale    |
| 08. | Petra Kvitová      | 1. Runde        |
| 09. | Venus Williams     | 3. Runde        |
| 10. | Madison Keys       | 3. Runde        |
| 11. | Angelique Kerber   | Sieg            |
| 12. | Jeļena Ostapenko   | Halbfinale      |
| 13. | Julia Görges       | Halbfinale      |
| 14. | Darja Kassatkina   | Viertelfinale   |
| 15. | Elise Mertens      | 3. Runde        |
| 16. | Coco Vandeweghe    | 1. Runde        |

| Nr. | Spielerin                    | Erreichte Runde |
| --- | ---------------------------- | --------------- |
| 17. | Ashleigh Barty               | 3. Runde        |
| 18. | Naomi Ōsaka                  | 3. Runde        |
| 19. | Magdaléna Rybáriková         | 1. Runde        |
| 20. | Kiki Bertens                 | Viertelfinale   |
| 21. | Anastasija Sevastova         | 1. Runde        |
| 22. | Johanna Konta                | 2. Runde        |
| 23. | Barbora Strýcová             | 3. Runde        |
| 24. | Marija Scharapowa            | 1. Runde        |
| 25. | Serena Williams              | Finale          |
| 26. | Daria Gavrilova              | 3. Runde        |
| 27. | Carla Suárez Navarro         | 3. Runde        |
| 28. | Anett Kontaveit              | 3. Runde        |
| 29. | Mihaela Buzărnescu           | 3. Runde        |
| 30. | Anastassija Pawljutschenkowa | 1. Runde        |
| 31. | Zhang Shuai                  | 1. Runde        |
| 32. | Agnieszka Radwańska          | 2. Runde        |

## Herrendoppel
Setzliste
| Nr. | Paarung                             | Erreichte Runde |
| --- | ----------------------------------- | --------------- |
| 01. | Oliver Marach Mate Pavić            | 1. Runde        |
| 02. | Łukasz Kubot Marcelo Melo           | 2. Runde        |
| 03. | Henri Kontinen John Peers           | 1. Runde        |
| 04. | Pierre-Hugues Herbert Nicolas Mahut | 2. Runde        |
| 05. | Jamie Murray Bruno Soares           | Viertelfinale   |
| 06. | Juan Sebastián Cabal Robert Farah   | Achtelfinale    |
| 07. | Mike Bryan Jack Sock                | Sieg            |
| 08. | Nikola Mektić Alexander Peya        | Achtelfinale    |

| Nr. | Paarung                                | Erreichte Runde |
| --- | -------------------------------------- | --------------- |
| 09. | Aisam-ul-Haq Qureshi Jean-Julien Rojer | 2. Runde        |
| 10. | Ivan Dodig Rajeev Ram                  | 1. Runde        |
| 11. | Pablo Cuevas Marcel Granollers         | 2. Runde        |
| 12. | Rohan Bopanna Édouard Roger-Vasselin   | 2. Runde        |
| 13. | Raven Klaasen Michael Venus            | Finale          |
| 14. | Ben McLachlan Jan-Lennard Struff       | Viertelfinale   |
| 15. | Dominic Inglot Franko Škugor           | Halbfinale      |
| 16. | Maks Mirny Philipp Oswald              | 1. Runde        |

## Damendoppel
Setzliste
| Nr. | Paarung                                    | Erreichte Runde |
| --- | ------------------------------------------ | --------------- |
| 01. | Tímea Babos Kristina Mladenovic            | Viertelfinale   |
| 02. | Andrea Sestini Hlaváčková Barbora Strýcová | Achtelfinale    |
| 03. | Barbora Krejčíková Kateřina Siniaková      | Sieg            |
| 04. | Andreja Klepač María José Martínez Sánchez | Achtelfinale    |
| 05. | Latisha Chan Peng Shuai                    | 2. Runde        |
| 06. | Gabriela Dabrowski Xu Yifan                | Halbfinale      |
| 07. | Chan Hao-ching Yang Zhaoxuan               | 2. Runde        |
| 08. | Elise Mertens Demi Schuurs                 | Achtelfinale    |
| 09. | Kiki Bertens Johanna Larsson               | Achtelfinale    |

| Nr. | Paarung                               | Erreichte Runde |
| --- | ------------------------------------- | --------------- |
| 10. | Ashleigh Barty Coco Vandeweghe        | Rückzug         |
| 11. | Raquel Atawo Anna-Lena Grönefeld      | 2. Runde        |
| 12. | Nicole Melichar Květa Peschke         | Finale          |
| 13. | Kirsten Flipkens Monica Niculescu     | Achtelfinale    |
| 14. | Lucie Hradecká Hsieh Su-wei           | Achtelfinale    |
| 15. | Irina-Camelia Begu Mihaela Buzărnescu | Viertelfinale   |
| 16. | Ljudmyla Kitschenok Alla Kudrjawzewa  | 1. Runde        |
| 17. | Vania King Katarina Srebotnik         | Achtelfinale    |

## Mixed
Setzliste
| Nr. | Paarung                                          | Erreichte Runde |
| --- | ------------------------------------------------ | --------------- |
| 01. | Mate Pavić Gabriela Dabrowski                    | Achtelfinale    |
| 02. | Bruno Soares Jekaterina Makarowa                 | Viertelfinale   |
| 03. | Ivan Dodig Latisha Chan                          | Viertelfinale   |
| 04. | Jean-Julien Rojer Demi Schuurs                   | Viertelfinale   |
| 05. | Nikola Mektić Chan Hao-ching                     | Achtelfinale    |
| 06. | Édouard Roger-Vasselin Andrea Sestini Hlaváčková | Achtelfinale    |
| 07. | Robert Farah Anna-Lena Grönefeld                 | 2. Runde        |
| 08. | Rajeev Ram Andreja Klepač                        | 2. Runde        |

| Nr. | Paarung                                       | Erreichte Runde |
| --- | --------------------------------------------- | --------------- |
| 09. | Michael Venus Katarina Srebotnik              | Halbfinale      |
| 10. | Juan Sebastián Cabal Abigail Spears           | Viertelfinale   |
| 11. | Alexander Peya Nicole Melichar                | Sieg            |
| 12. | Matwé Middelkoop Johanna Larsson              | Achtelfinale    |
| 13. | Maks Mirny Květa Peschke                      | 2. Runde        |
| 14. | Ben McLachlan Eri Hozumi                      | Achtelfinale    |
| 15. | Marcelo Demoliner María José Martínez Sánchez | 2. Runde        |
| 16. | Henri Kontinen Heather Watson                 | Achtelfinale    |

## Junioreneinzel
Setzliste
| Nr. | Spieler         | Erreichte Runde |
| --- | --------------- | --------------- |
| 01. | Tseng Chun-hsin | Sieg            |
| 02. | Sebastián Báez  | 1. Runde        |
| 03. | Sebastian Korda | 1. Runde        |
| 04. | Hugo Gaston     | Achtelfinale    |
| 05. | Nicolás Mejía   | Halbfinale      |
| 06. | Timofei Skatow  | Achtelfinale    |
| 07. | Adrian Andreew  | 2. Runde        |
| 08. | Naoki Tajima    | 1. Runde        |

| Nr. | Spieler               | Erreichte Runde |
| --- | --------------------- | --------------- |
| 09. | Facundo Díaz Acosta   | 1. Runde        |
| 10. | Dalibor Svrčina       | 2. Runde        |
| 11. | Tristan Boyer         | Achtelfinale    |
| 12. | Carlos López Montagud | 1. Runde        |
| 13. | Filip Cristian Jianu  | 1. Runde        |
| 14. | Juan Manuel Cerúndolo | 2. Runde        |
| 15. | Drew Baird            | 2. Runde        |
| 16. | Aidan McHugh          | 1. Runde        |

## Juniorinneneinzel
Setzliste
| Nr. | Spielerin                   | Erreichte Runde |
| --- | --------------------------- | --------------- |
| 01. | Whitney Osuigwe             | 1. Runde        |
| 02. | Liang En-shuo               | 2. Runde        |
| 03. | Cori Gauff                  | Viertelfinale   |
| 04. | Wang Xinyu                  | Halbfinale      |
| 05. | Alexa Noel                  | 2. Runde        |
| 06. | María Camila Osorio Serrano | 1. Runde        |
| 07. | Eléonora Molinaro           | 2. Runde        |
| 08. | Clara Tauson                | 2. Runde        |

| Nr. | Spielerin              | Erreichte Runde |
| --- | ---------------------- | --------------- |
| 09. | Yūki Naitō             | Achtelfinale    |
| 10. | Wang Xiyu              | Halbfinale      |
| 11. | Leylah Annie Fernandez | 2. Runde        |
| 12. | Naho Satō              | Achtelfinale    |
| 13. | Catherine McNally      | Viertelfinale   |
| 14. | Elisabetta Cocciaretto | Achtelfinale    |
| 15. | María Lourdes Carlé    | Achtelfinale    |
| 16. | Clara Burel            | Achtelfinale    |

## Juniorendoppel
Setzliste
| Nr. | Paarung                                     | Erreichte Runde |
| --- | ------------------------------------------- | --------------- |
| 01. | Ray Ho Tseng Chun-hsin                      | Achtelfinale    |
| 02. | Aidan McHugh Timofei Skatow                 | Viertelfinale   |
| 03. | Hugo Gaston Clément Tabur                   | Viertelfinale   |
| 04. | Juan Manuel Cerúndolo Carlos López Montagud | 1. Runde        |

| Nr. | Paarung                                    | Erreichte Runde |
| --- | ------------------------------------------ | --------------- |
| 05. | Adrian Andreew Nick Hardt                  | 1. Runde        |
| 06. | Nicolás Mejía Ondřej Štyler                | Finale          |
| 07. | Nicolás Álvarez Varona Facundo Díaz Acosta | 1. Runde        |
| 08. | Sebastián Báez Gilbert Soares Klier Júnior | 1. Runde        |

## Juniorinnendoppel
Setzliste
| Nr. | Paarung                           | Erreichte Runde |
| --- | --------------------------------- | --------------- |
| 01. | Wang Xinyu Wang Xiyu              | Sieg            |
| 02. | Catherine McNally Whitney Osuigwe | Finale          |
| 03. | Eléonora Molinaro Clara Tauson    | 1. Runde        |
| 04. | María Lourdes Carlé Cori Gauff    | Halbfinale      |

| Nr. | Paarung                      | Erreichte Runde |
| --- | ---------------------------- | --------------- |
| 05. | Joanna Garland Liang En-shuo | Viertelfinale   |
| 06. | Yūki Naitō Naho Satō         | Achtelfinale    |
| 07. | Georgia Drummy Alexa Noel    | Viertelfinale   |
| 08. | Clara Burel Diane Parry      | Viertelfinale   |

## Herreneinzel-Rollstuhl
Setzliste
| Nr. | Spieler        | Erreichte Runde |
| --- | -------------- | --------------- |
| 01. | Shingo Kunieda | 1. Runde        |
| 02. | Alfie Hewett   | Halbfinale      |

## Dameneinzel-Rollstuhl
Setzliste
| Nr. | Spielerin      | Erreichte Runde |
| --- | -------------- | --------------- |
| 01. | Diede de Groot | Sieg            |
| 02. | Yui Kamiji     | Halbfinale      |

## Herrendoppel-Rollstuhl
Setzliste
| Nr. | Paarung                        | Erreichte Runde |
| --- | ------------------------------ | --------------- |
| 01. | Stéphane Houdet Nicolas Peifer | Halbfinale      |
| 02. | Alfie Hewett Gordon Reid       | Sieg            |

## Damendoppel-Rollstuhl
Setzliste
| Nr. | Paarung                       | Erreichte Runde |
| --- | ----------------------------- | --------------- |
| 01. | Diede de Groot Yui Kamiji     | Sieg            |
| 02. | Marjolein Buis Aniek van Koot | Halbfinale      |